# Live from Under the Brooklyn Bridge
Live from Under the Brooklyn Bridge é um EP digital da banda de rock irlandesa U2, lançado exclusivamente através da iTunes Store nos Estados Unidos e no Canadá, em 8 de dezembro de 2004.
Todas as faixas foram gravadas ao vivo em 22 de novembro de 2004, em um concerto "surpresa" em Brooklyn, Nova Iorque, sob a Ponte do Brooklyn, em Brooklyn, no Empire-Fulton Ferry State Park. O show foi realizado após um dia inteiro de filmagens do videoclipe da canção "All Because of You", em Nova Iorque. O concerto em si foi filmado para MTV especial.

## Lista de faixas
Todas as letras escritas por Bono, e todas as canções compostas pelo U2.
| N.º            | Título                                    | Duração |  |
| 1.             | "All Because of You"                      | 3:42    |  |
| 2.             | "Sometimes You Can't Make It on Your Own" | 5:20    |  |
| 3.             | "I Will Follow"                           | 4:11    |  |
| 4.             | "Vertigo"                                 | 3:32    |  |
| Duração total: | Duração total:                            | 16:05   |  |

## Concerto
Esta é uma listagem de todas as faixas tocadas no concerto da ponte do Brooklyn em 22 de novembro de 2004.
1. "Vertigo"
2. "All Because of You" (Lançado no EP digital)
3. "Miracle Drug"
4. "Sometimes You Can't Make It on Your Own" (Lançado no EP digital)
5. "City of Blinding Lights" (Lançado como single digital no iTunes na Europa e Austrália)
6. "Original of the Species"
7. "She's a Mystery to Me" (Lançado no single "All Because of You" na Europa, Austrália e Japão)
8. "Beautiful Day"
9. "I Will Follow" (Lançado no EP digital)

Encore
1. "Out of Control" (Lançado no single de "City of Blinding Lights" na Alemanha)
2. "Vertigo" (reprise) (Lançado no EP digital)

## Pessoal
- Bono – vocal
- The Edge – guitarra, teclado, vocal
- Adam Clayton – baixo
- Larry Mullen Jr. – bateria